# Starkare (Darin)
Starkare è un singolo di Darin, pubblicato il 6 maggio 2023.

## Video musicale
Il video è stato pubblicato il 9 maggio 2023 sul canale ufficiale di Darin.

## Tracce
1. Starkare – 2:36